# Državna cesta D44
Die Državna cesta D44 (kroatisch für ,Nationalstraße D44‘) ist eine Nationalstraße in Kroatien. Die Straße zweigt in Lupoglav von der Autocesta A8 nach Nordwesten ab und führt am Südrand der Ćićarija (auch Tschitschenboden) nach Buzet (italienisch: Pinguente), wo die D201 nach Slowenien abzweigt. Von Buzet folgt die Straße dem Tal der Mirna und mündet nach Querung der früheren Državna cesta D21 bei der Anschlussstelle Nova Vas in die Autocesta A9.
Die Länge der Straße beträgt 50,5 km.